# Білотинська сільська рада
Біло́тинська сільська́ ра́да — адміністративно-територіальна одиниця та орган місцевого самоврядування в Ізяславському районі Хмельницької області. Адміністративний центр — село Білотин.

## Загальні відомості
Білотинська сільська рада утворена в 1944 році.
- Територія ради: 65,07 км²
- Населення ради: 416 осіб (станом на 2001 рік)
- Територією ради протікає річка Гнилий Ріг

## Населені пункти
Сільській раді підпорядковані населені пункти:
- с. Білотин
- с. Комини
- с. Півнева Гора

## Склад ради
Рада складається з 12 депутатів та голови.
- Голова ради: Клімчук Василь Олексійович
- Секретар ради: Серединська Міла Миколаївна

### Керівний склад попередніх скликань
| Прізвище, ім'я, по батькові  | Основні відомості                                                               | Дата обрання | Дата звільнення |
| ---------------------------- | ------------------------------------------------------------------------------- | ------------ | --------------- |
| Мельничук Віктор Олексійович | Сільський голова, 1948 року народження, безпартійний                            | 26.03.2006   | 31.10.2010      |
| Клімчук Василь Олексійович   | Сільський голова, 1958 року народження, освіта середня спеціальна, безпартійний | 31.10.2010   |                 |

Примітка: таблиця складена за даними сайту Верховної Ради України

### Депутати
За результатами місцевих виборів 2010 року депутатами ради стали:

#### За суб'єктами висування
| Суб'єкт висування            | Кількість обраних депутатів | %    |
| ---------------------------- | --------------------------- | ---- |
| Партія регіонів              | 4                           | 33,3 |
| Самовисування                | 4                           | 33,3 |
| Народна партія               | 2                           | 16,7 |
| Єдиний Центр                 | 1                           | 8,3  |
| Соціалістична партія України | 1                           | 8,3  |

#### За округами
| № округу                     | Прізвище, ім'я, по батькові   | Дата визнання обраним | Освіта  | Партійна приналежність             | Відомості про обраного депутата                         |
| ---------------------------- | ----------------------------- | --------------------- | ------- | ---------------------------------- | ------------------------------------------------------- |
| Єдиний Центр                 |                               |                       |         |                                    |                                                         |
| 7                            | Дем'янчук Надія Іванівна      | 03.11.2010            | вища    | позапартійна                       | тимчасово не працює                                     |
| Народна Партія               |                               |                       |         |                                    |                                                         |
| 9                            | Свінціцький Віктор Омелянович | 03.11.2010            | вища    | член Народної партії               | Плужнянське лісництво, майстер лісу                     |
| 10                           | Процюк Віктор Васильович      | 03.11.2010            | вища    | член Народної партії               | Лютарське лісництво, майстер лісу                       |
| Партія регіонів              |                               |                       |         |                                    |                                                         |
| 1                            | Іщенко Петро Васильович       | 03.11.2010            | середня | позапартійний                      | тимчасово не працює                                     |
| 2                            | Серединська Міла Миколаївна   | 03.11.2010            | вища    | позапартійна                       | Білотинська сільська рада, секретар                     |
| 4                            | Яскульська Надія Василівна    | 03.11.2010            | середня | позапартійна                       | Ізяславський територіальний центр, соціальний працівник |
| 6                            | Лех Валентина Вікторівна      | 03.11.2010            | вища    | позапартійна                       | Білотинський сільський клуб, завідувачка                |
| Соціалістична партія України |                               |                       |         |                                    |                                                         |
| 3                            | Ящук Валентина Миколаївна     | 03.11.2010            | вища    | член Соціалістичної партії України | Михлянська загальноосвітня школа І-ІІІ ст., вчитель     |
| Самовисування                |                               |                       |         |                                    |                                                         |
| 5                            | Красовська Валентина Іванівна | 03.11.2010            | середня | позапартійна                       | пенсіонер                                               |
| 8                            | Пундик Антоніна Петрівна      | 03.11.2010            | вища    | позапартійна                       | Білотинська сільська рада, головний бухгалтер           |
| 11                           | Свінціцька Наталія Антонівна  | 10.01.2011            | вища    | позапартійна                       | Сільська рада, бібліотекар                              |
| 12                           | Делегей Віра Миколаївна       | 03.11.2010            | вища    | позапартійна                       | ЗВК 58, завідувачка підсобного господарства             |